# Chagos-Archipel
Der Chagos-Archipel (deutsch auch Tschagos-Archipel) ist eine Inselgruppe im Indischen Ozean. Er war bis 2025 unter dem Namen Chagos Archipelago ein Britisches Überseegebiet, der letzte noch verbliebene Teil des Britischen Territoriums im Indischen Ozean, und dient den Vereinigten Staaten als Marine- sowie Luftwaffenstützpunkt. Die einheimische Bevölkerung des Archipels wurde in den 1970er Jahren von der Inselgruppe vertrieben. Der Internationale Gerichtshof befand 2019 den britischen Souveränitätsanspruch auf den Chagos-Archipel völkerrechtswidrig. Im Oktober 2024 wurde eine Einigung zwischen Mauritius und dem Vereinigten Königreich erreicht, die vorsieht, die Souveränität über den Archipel an Mauritius zu übertragen. Dabei soll Diego Garcia mit seinen Militärbasen gegen regelmäßige Zahlungen für mindestens 99 Jahre weiter vom Vereinigten Königreich und seinen Verbündeten genutzt und verwaltet werden dürfen. Am 22. Mai 2025 wurde der Übergabevertrag unterzeichnet, die Ratifizierung durch die Parlamente der beiden Vertragsparteien steht aber aktuell noch aus.

## Geographie

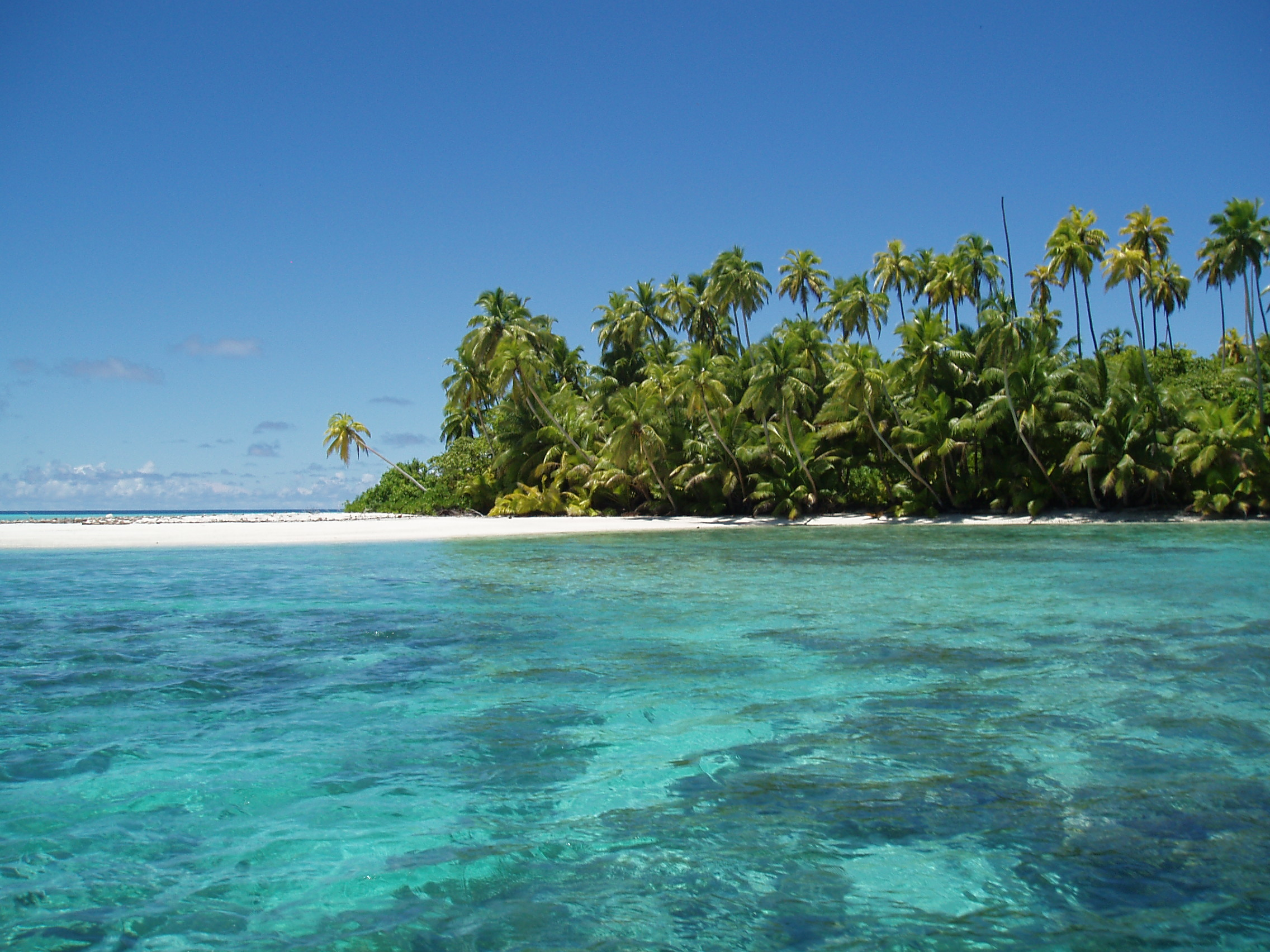
Salomon Islands, eines der Atolle im Chagos-Archipel

Der Archipel liegt inmitten des Indischen Ozeans, 500 km südlich der Malediven (quasi südliche Fortsetzung der Inselkette der Lakkadiven und Malediven), 1600 km südwestlich von Indien, 1900 km östlich der Seychellen und etwa 2150 km von Mauritius entfernt. Die Inselgruppe besteht aus zahlreichen Atollen, von denen einige komplett vom Meer überspült sind, andere lediglich bei Hochwasser. Größtes Objekt ist die Great Chagos Bank, ein umfangreicher Komplex aus Korallenriffen mit atollartiger Struktur, der eine Fläche von über 12.000 km² einnimmt. Die Landfläche des Archipels ist mit 63,17 km² vergleichsweise gering. Größte Insel ist die Hauptinsel des Atolls Diego Garcia mit etwa 27 km² Fläche.
Folgende Atolle und Inseln gehören zum Chagos-Archipel (von Norden nach Süden):
- Speakers Bank (unter Wasser)
- Blenheim Reef (bei Flut überspült)
- Peros Banhos
- Salomon Islands
- Great Chagos Bank mit
  - Nelsons Island
  - Three Brothers
  - Eagle Islands
  - Danger Island
- Egmont Islands
- Pitt Bank (unter Wasser)
- Diego Garcia

## Flora und Fauna
Der Chagos-Archipel wird in der Einstufung durch den Worldwide Fund for Nature (WWF) mit den nahegelegenen Malediven und dem indischen Insel-Unionsterritorium Lakshadweep zu einer Ökoregion zusammengefasst. Zusammengenommen bilden diese Inseln und Atolle das größte Atoll- und Korallenriffsystem der Welt.
Das Klima ist ein tropisches Monsunklima mit einer Trockenzeit von Dezember bis März, der Zeit des Nordost-Monsuns und einer Regenzeit von April bis Oktober, der Zeit des Südwest-Monsuns. Der Chagos-Archipel ist eines der am besten geschützten tropischen Inselsysteme. Die Inseln bieten Lebensraum für viele Arten, vor allem für Seevögel. Insgesamt wies BirdLife International zehn Important Bird Areas (IBA) aus, einschließlich der Barton Point Nature Reserve auf Diego Garcia, welche die weltweit größte Population von Rotfußtölpeln (Sula sula) beheimatet.
Im November 2009 startete eine Gruppe von neun britischen Naturschutz- und Wissenschaftsorganisationen eine Kampagne zur Unterschutzstellung der Korallenriffe des Archipels. Die Chagos Marine Protected Area, am 1. April 2010 ausgewiesen, gehört mit einer Fläche von 554.000 km² zu den weltgrößten marinen Schutzgebieten.

## Geschichte
Der Archipel wurde 1544 von dem Spanier Diego García de Moguer bei einer Expedition für die portugiesische Krone entdeckt, war zuvor jedoch schon den Maledivern bekannt. Ende des 17. Jahrhunderts beanspruchte Frankreich die Inselgruppe für sich. Die französische Kolonialmacht besiedelte die vier Atolle Diego Garcia, Egmont Islands, Peros Banhos und Salomon Islands. In Analogie zu Mauritius und den Seychellen haben sich trotz britischer Hoheit noch heute vielfach die französischen Inselnamen behauptet. Die neuen Bewohner kamen unter anderem von Réunion, Mauritius, Madagaskar und aus Mosambik. Darunter waren viele Sklaven, die auf Kokosplantagen und in der Fischerei arbeiten mussten. Im März 1786 machte eine kleine Expedition der Britischen Ostindien-Kompanie von Bombay aus den Versuch, die Insel Diego Garcia zu kolonisieren. Unerwarteterweise trafen die Briten bei ihrer Landung auf der Insel auf französische Pflanzer. Diese flüchteten auf das französische Mauritius (damals Isle de France) und die Briten nahmen Diego Garcia in Besitz. Der französische Gouverneur von Mauritius, François de Souillac, schickte ein Protestschreiben an die britischen Autoritäten nach Bombay und entsandte ein Kriegsschiff zum Chagos-Archipel. Daraufhin ließ der britische Gouverneur von Bombay, Rawson Hart Boddam, der einen militärischen Konflikt vermeiden wollte, Diego Garcia im Oktober 1786 wieder evakuieren. Die Franzosen erklärten danach den Archipel zum französischen Besitz.

### Britische Kolonialzeit
Während der französischen Revolutionskriege und der napoleonischen Zeit verlor Frankreich nach und nach seine Besitzungen im Indischen Ozean an Großbritannien. 1794 wurden die Seychellen britisch und 1810 Mauritius mit Chagos. Im Ersten Frieden von Paris vom 30. Mai 1814 trat Frankreich fast alle kolonialen Inseln an das Vereinigte Königreich Großbritannien und Irland ab.
Unter britischer Herrschaft wurde 1834 die Sklaverei abgeschafft. Im 19. Jahrhundert wanderten Fischer, Bauern und Plantagenarbeiter als Vertragsarbeiter zum Teil aus Indien ein. Gemeinsam mit den bisherigen Bewohnern bildeten sie das Volk der Chagossianer. Sie selbst nennen sich Îlois in der kreolischen Sprache nach dem französischen Wort für „Insulaner“ oder „Inselbewohner“.

### Britisches Territorium im Indischen Ozean
Das Vereinigte Königreich ordnete den Chagos-Archipel administrativ zuerst den Seychellen, später (1903) Mauritius zu. Am 8. November 1965, kurz vor der absehbaren Unabhängigkeit von Mauritius, gliederte Großbritannien den Chagos-Inselarchipel aus der bisherigen gemeinsamen Verwaltung mit Mauritius aus. Die Vollversammlung der Vereinten Nationen verabschiedete daraufhin am 16. Dezember 1965 eine Resolution (Resolution 2066 (XX)), in der das Vereinigte Königreich aufgefordert wurde, die territoriale Integrität von Mauritius zu bewahren und dieses einschließlich Chagos in die Unabhängigkeit zu entlassen. Nichtsdestoweniger wurde nur Mauritius 1968 unabhängig und Chagos verblieb als „Britisches Territorium im Indischen Ozean“ bei Großbritannien. Die Inselgruppe wurde jedoch weiter von Mauritius und den Seychellen beansprucht.

### US-Militärbasis

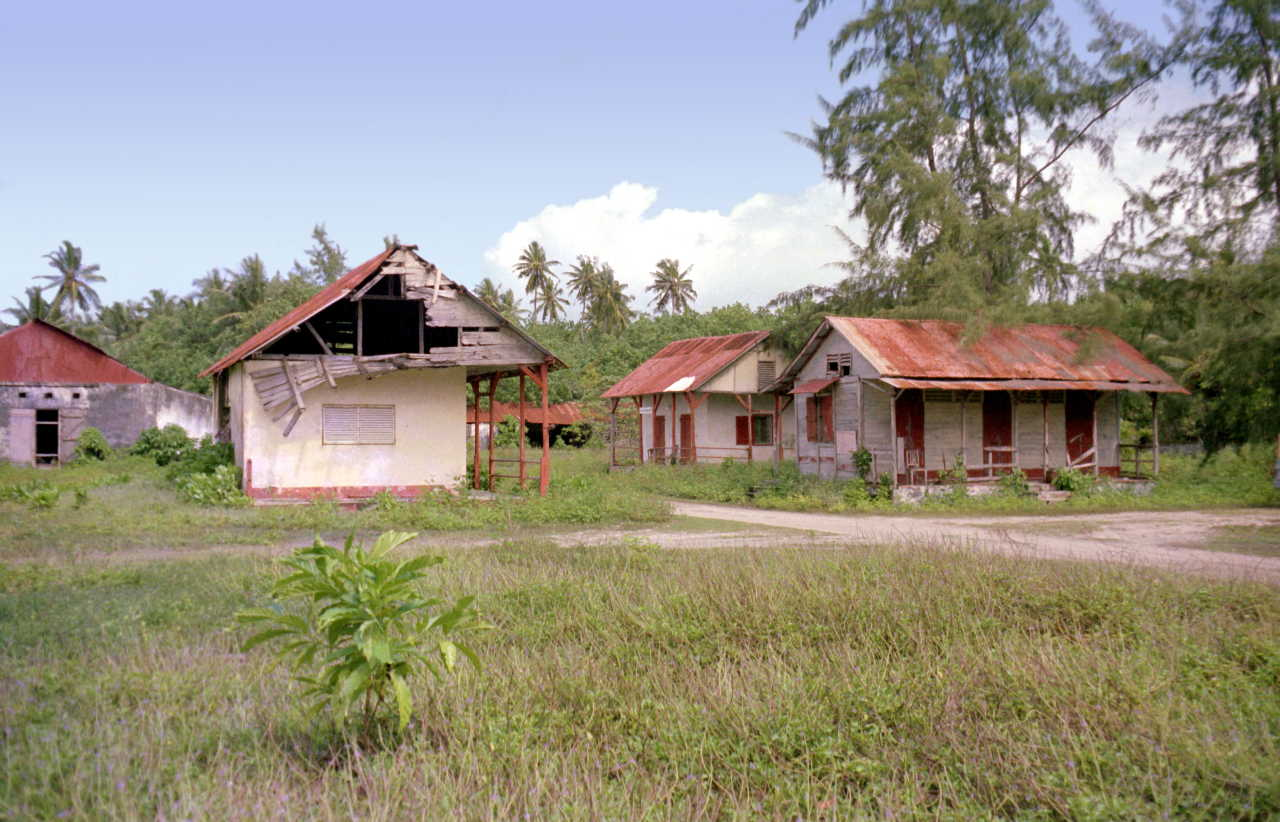
Verlassene Plantage auf Diego Garcia

Die Insel Diego Garcia wurde 1966 von Großbritannien für zunächst 50 Jahre an die USA verpachtet, die dort „eine Basis mit 5000 Mann Besatzung, Langstreckenbombern, Kriegsschiffen verschiedenster Größe, U-Booten, einem Arsenal an Nuklearwaffen und modernsten Lauschanlagen möglichst unbeobachtet betreiben“ wollten. Der Pachtvertrag wurde zwischenzeitlich bis 2036 verlängert. Auf Diego Garcia befindet sich auch ein Gefangenenlager der USA.
Die Chagossianer (Îlois) wurden zwischen 1967 und 1973 zwangsumgesiedelt, um die Inselgruppe menschenleer dem US-amerikanischen Militär übergeben zu können. Die heute etwa 5500 Nachfahren der Îlois leben in Mauritius, auf den Seychellen und in Großbritannien. Das Vereinigte Königreich und die USA leugneten zunächst jegliche Rechtswidrigkeit ihrer Besatzung und der gewaltsamen Vertreibung der Chagossianer. Seit den 1990ern klagen diese vor britischen Gerichten auf ihr Rückkehrrecht. Die jeweiligen Regierungen verweigerten sich jedoch lange den Beschlüssen internationaler Gerichte und UN-Resolutionen. Im April 2006 konnte eine Gruppe von 100 Chagossianern auf Kosten des British Foreign Office den Chagos-Archipel besuchen.
Der Reiseschriftsteller Simon Winchester setzte 1985 von einer Segelyacht aus vor der Insel Diego Garcia ein Notsignal ab. Somit musste er nach geltendem Seerecht in den Hafen gelassen werden, wurde jedoch für einige Tage inhaftiert.

### Rechtsstreite um Chagos
1998 erhoben die Îlois vor einem britischen Gericht eine Klage auf Entschädigung und das Recht auf Rückkehr. Im Jahr 2000 erklärte der britische High Court of Justice die Deportationen für illegal und gestand den Deportierten das Recht auf Rückkehr zu, was aber folgenlos blieb. Im Jahr 2004 erließ Königin Elisabeth II. namens der Regierung unter Tony Blair eine Order-in-Council, die die Îlois aus ihrer Heimat verbannt. Diese wurde im Mai 2006 vom High Court of Justice für rechtswidrig erklärt. Das wurde von der Regierung vor dem Court of Appeal angefochten. Im Mai 2007 entschied der Court of Appeal zugunsten der Îlois. Die britische Regierung legte gegen das Urteil wiederum Berufung ein. Am 22. Oktober 2008 gab das House of Lords der britischen Regierung recht und verbot den Einwohnern die Rückkehr auf die Insel. Dagegen wurde Klage beim Europäischen Gerichtshof für Menschenrechte erhoben. Ende 2012 entschied der Europäische Gerichtshof für Menschenrechte, dass aufgrund einer 1982 erfolgten abschließenden Einigung zur Wiedergutmachung zwischen Großbritannien und den Chagossianern deren Opferstatus entfallen sei. Deswegen und weil die britischen Gerichte den Chagossianern bereits Rechtsschutz gewährt haben, hat der Gerichtshof die Klage nach Art. 35 EMRK abgewiesen. Eine weitere Klage der Königin namens der Regierung vor dem High Court aus dem Jahr 2017 wurde im Februar 2019 abgewiesen.
Im Dezember 2007 starteten zwei kleine Boote, die People’s Navy, in Richtung Chagos-Archipel, um auf die Situation der Exilbevölkerung aufmerksam zu machen. Nach einer 2000 Meilen langen Reise wurden Pete Bouquet und Jon Castle, die Besatzung des Bootes Musichana, am 8. März 2008 vor Diego Garcia verhaftet und am 22. März 2008 über Singapur nach Großbritannien abgeschoben. Im Dezember 2010 reichte Mauritius Klage beim Ständigen Schiedshof in Den Haag gegen das Vereinigte Königreich ein. Im März 2015 erklärte das Schiedsgericht, dass das Vereinigte Königreich durch die Einrichtung eines Meeresschutzgebiets um den Chagos-Archipel im April 2010 gegen das Seerechtsübereinkommen der Vereinten Nationen verstoßen habe. Anfang 2013 reichten die Chagossianer Klage beim Ständigen Schiedshof in Den Haag gegen das Vereinigte Königreich ein.
Am 22. Juni 2017 verabschiedete die UN-Vollversammlung die Resolution 71/292, mit der der Internationale Gerichtshof zu einem Rechtsgutachten in der Frage der Souveränität über Chagos aufgefordert wurde. Die Resolution wurde mit 94 gegen 15 Stimmen bei 65 Enthaltungen angenommen. Das Vereinigte Königreich stimmte gegen die Resolution und wurde darin unter anderen von Frankreich, den Vereinigten Staaten, Australien, Neuseeland, Israel und Kroatien unterstützt. Die meisten Länder der Europäischen Union enthielten sich. Die auf Seiten Großbritanniens abstimmenden Länder führten primär den Vorrang bilateraler Übereinkommen und die Nicht-Zuständigkeit des Internationalen Gerichtshofs für ihr Abstimmungsverhalten an. Im September 2018 begann der Internationale Gerichtshof mit den Anhörungen und erstattete am 25. Februar 2019 das Gutachten. Demnach ist der britische Souveränitätsanspruch auf den Chagos-Archipel völkerrechtswidrig und die britische Regierung wurde aufgefordert, die Inselgruppe an Mauritius zu übergeben. In ihrer Begründung verwiesen die Richter auf die unrechtmäßige Abspaltung der Insel von Mauritius 1965. Dieses Gutachten ist für die Regierung in London aber nicht bindend. Am 22. Mai 2019 forderte die UN-Vollversammlung Großbritannien in der Resolution 73/295 auf, die Kontrolle binnen sechs Monaten an Mauritius abzutreten. 116 Staaten stimmten für die Resolution und sechs dagegen. Dagegen stimmten neben dem Vereinigten Königreich die Vereinigten Staaten, Ungarn, Israel, Australien und die Malediven. 56 Länder enthielten sich, darunter Deutschland, Frankreich, die Niederlande, Portugal, Polen und Rumänien. Andere europäische Staaten wie Österreich, die Schweiz, Irland, Spanien, Schweden und Griechenland stimmten dafür. Die Abstimmung wurde vielfach als schwere diplomatische Niederlage des Vereinigten Königreichs bewertet. Die Frist verstrich im November 2019, ohne dass es zu einer Rückgabe kam. Am 25. Januar 2021 sprach der Internationale Seegerichtshof die Chagos-Inseln Mauritius zu und bestätigte damit die Entscheidung des Internationalen Gerichtshofs vom Februar 2019.
Am 25. August 2021 beschloss der Weltpostverein auf Betreiben von Mauritius, künftig Briefmarken mit dem Aufdruck British Indian Ocean Territory von Chagos nicht mehr zu akzeptieren. Chagos solle stattdessen Briefmarken von Mauritius verwenden.

### Übergabe an Mauritius
Am 3. November 2022 willigte das Vereinigte Königreich ein, Verhandlungen mit Mauritius über den künftigen Status des Chagos-Archipels zu führen. Am 3. Oktober 2024 wurde eine Einigung erreicht, die vorsieht, die Souveränität über den Archipel an Mauritius zu übertragen. Allerdings soll Diego Garcia mit seinen Militärbasen für mindestens 99 Jahre weiter vom Vereinigten Königreich genutzt und verwaltet werden dürfen. Die ehemaligen Einwohner erhalten eine finanzielle Kompensation und eine Rückkehrmöglichkeit auf alle Inseln mit Ausnahme von Diego Garcia. Zudem wurde eine jährliche Zahlung an Mauritius vereinbart. In den ersten drei Jahren soll das Vereinigte Königreich jeweils 165 Millionen £ jährlich an Mauritius zahlen und in den folgenden zehn Jahren jeweils 120 Millionen £ jährlich. Diese Summe soll danach bis zum Ende der Pachtzeit an die Inflation angepasst weiter gezahlt werden. Für 25 Jahre soll Mauritius einen jährlichen britischen Kredit von 45 Millionen £ erhalten. Bei der Auftragsvergabe aus diesem Kreditvolumen für Entwicklungsprojekte sollen britische Firmen bevorzugt berücksichtigt werden. Das Vereinigte Königreich wird außerdem einen Treuhänderfond für Kompensationszahlungen an Chagossianer einrichten. Die britische Regierung rechnete aus, dass die finanziellen Verpflichtungen Gesamtkosten von 3,4 Milliarden £ nach heutigen Preisen entsprächen.
Am 22. Mai 2025 sollte die rechtsverbindliche Übertragung des Chagos-Archipels an Mauritius mit einer Übertragungszeremonie schriftlich fixiert werden, allerdings untersagte der britische High Court – auf Antrag zweier britischer Klägerinnen, die auf Diego Garcia geboren wurden – nur wenige Stunden vor der geplanten feierlichen Unterzeichnung des Übertragungsdokuments zunächst die Übergabe. Die Entscheidung des High Court hatte jedoch nur aufschiebende Wirkung, und etwa zehn Stunden später trat der Übergabevertrag noch am selben Tag in Kraft.